# Moses Keokuk
Moses Keokuk o Wunagisa (1821-1908) fou un cabdill fox i sauk, fill de Keokuk. Fou el principal cap de la tribu Sauk & Fox quan signaren el tractat del 1891 pel qual cediren llurs terres entre el Cimarron i el North Canadian als EUA i marxaren a Oklahoma, al costat dels creek.